# Säsong 18 av Farmen
Den artonde säsongen av Farmen spelades för sjätte gången in på Norra Brandstorp i Vaggeryds kommun i Småland. Säsongen hade premiär den 17 januari 2025 på TV4 Play och den 19 januari 2025 på TV4. Anna Brolin var för femte gången programledare och vid sin sida hade hon mentorn och hästbonden Hans Wincent som medverkade för åttonde året i rad. Nytt för denna säsong var att deltagarna under de första tre veckorna var uppdelade i två lag, på två olika gårdar. Där bodde de och tävlade då först gård mot gård för att sedan slås ihop till ett enda lag, på en gård, och tävla mot varandra.
Den nionde säsongen av Torpet spelades, för sjunde gången i rad, in på Lillängen och de farmare som hamnade där fick sedan tävla om extra amuletter samt att slå sig tillbaka in på farmen igen.
Avsnitten visades måndag till fredag på TV4 Play, mellan den 10 februari och 12 mars samt som ett enda avsnitt i TV4 på torsdagar mellan den 13 februari och 13 mars 2025.

## Deltagare
| Deltagare                | Ålder | Bostad               | Sysselsättning                      | Startgård  | Resultat                               |
| ------------------------ | ----- | -------------------- | ----------------------------------- | ---------- | -------------------------------------- |
| Peter Rönnlund           | 37    | Göteborg             | Evenemangsarrangör                  | Brandstorp | Lämnade farmen i avsnitt 2.            |
| Graham Sudders           | 65    | Vimmerby             | Pensionär                           | Brandstorp | Lämnade farmen i avsnitt 5.            |
| Jonna Abrahamsson        | 38    | Anderslöv            | Pensions- och försäkringsspecialist | Lillängen  | Lämnade farmen i avsnitt 9.            |
| Nathalie Kalmér          | 38    | Visingsö             | Kompetensförsörjningschef           | Brandstorp | Lämnade farmen i avsnitt 18.           |
| Jessica Lundström Krüger | 30    | Södertälje           | Key Account Manager                 | Lillängen  | Förlorade första tvekampen.            |
| Hanna Ankartjärn         | 39    | Hedemora             | Kock                                | Lillängen  | Förlorade andra tvekampen.             |
| Robert Nilsson           | 36    | Solna                | Hovslagare                          | Brandstorp | Flyttade till torpet i avsnitt 27.     |
| Niklas Kjellander        | 25    | Uppsala              | Student                             | Brandstorp | Förlorade fjärde tvekampen.            |
| Alida Kanthe             | 29    | Göteborg             | Fältsäljare                         | Lillängen  | Förlorade femte tvekampen.             |
| Sofia Kosunen            | 35    | Göteborg             | Butikschef                          | Lillängen  | Förlorade sista tävlingen.             |
| Andreas Holgersson       | 28    | Karlskrona           | Egenföretagare                      | Lillängen  | Förlorade sista tävlingen.             |
| Marica Stridh            | 50    | Lidköping / Töreboda | Partybuss- och limousinechaufför    | Brandstorp | Fjärde plats, förlorade kvartsfinalen. |
| Adam Bajalan             | 25    | Hässelby             | Team Manager                        | Brandstorp | Tredje plats , förlorade semifinalen.  |
| Jesper Dragunowicz       | 31    | Göteborg             | HR-specialist                       | Lillängen  | Tredje plats , förlorade semifinalen.  |
| Amanda Teroni            | 23    | Stockholm            | Servitris                           | Lillängen  | Andra plats, förlorade finalen.        |
| Mikael Andersson         | 34    | Trosa                | Egenföretagare                      | Brandstorp | Årets farmare.                         |

## Torpet
I avsnitt 17 så fick farmarna veta att torpet fanns med i tävlingen.
Avsnitten visades på TV4 Play, måndag till fredag, mellan den 10 februari och 12 mars samt som ett enda avsnitt i TV4 på torsdagar mellan den 13 februari och 13 mars 2025.
| Deltagare          | Ålder | Bostad               | Sysselsättning                    | Inflytt    | Resultat                                    |
| ------------------ | ----- | -------------------- | --------------------------------- | ---------- | ------------------------------------------- |
| Adam Bajalan       | 25    | Hässelby             | Team Manager                      | Avsnitt 6  | Flyttade tillbaka till farmen i avsnitt 10. |
| Robert Nilsson     | 36    | Solna                | Hovslagare                        | Avsnitt 11 | Lämnade torpet i samma avsnitt.             |
| Niklas Kjellander  | 25    | Uppsala              | Student                           | Avsnitt 11 | Flyttade tillbaka till farmen i avsnitt 15. |
| Amanda Teroni      | 23    | Stockholm            | Servitris                         | Avsnitt 12 | Flyttade tillbaka till farmen i avsnitt 15. |
| Mikael Andersson   | 34    | Trosa                | Egenföretagare                    | Avsnitt 16 | Flyttade tillbaka till farmen i avsnitt 20. |
| Jesper Dragunowicz | 31    | Göteborg             | HR-specialist                     | Avsnitt 16 | Flyttade tillbaka till farmen i avsnitt 20. |
| Marica Stridh      | 50    | Lidköping / Töreboda | Partybuss- och limousinechaufför. | Avsnitt 16 | Flyttade tillbaka till farmen i avsnitt 20. |
| Alida Kanthe       | 29    | Göteborg             | Fältsäljare                       | Avsnitt 21 | Flyttade tillbaka till farmen i avsnitt 23. |
| Andreas Holgersson | 28    | Karlskrona           | Egenföretagare                    | Avsnitt 21 | Flyttade tillbaka till farmen i avsnitt 23. |
| Sofia Kosunen      | 35    | Göteborg             | Butikschef                        | Avsnitt 21 | Flyttade tillbaka till farmen i avsnitt 23. |

### Gårdskamper
| Torpare          | Farmare            | Gårdskamp   | Förlorare          |
| ---------------- | ------------------ | ----------- | ------------------ |
| Mikael Andersson | Amanda Teroni      | Jägarvilan  | Mikael Andersson   |
| Adam Bajalan     | Amanda Teroni      | Skottkärran | Amanda Teroni      |
| Sofia Kosunen    | Andreas Holgersson | Majskolven  | Andreas Holgersson |
| Marica Stridh    | Amanda Teroni      | Borren      | Amanda Teroni      |